# Fehér Imre (színművész)
Fehér Imre, Feigl (Erzsébetváros, 1885. szeptember 1. – 1959.) színész, színigazgató.

## Életútja
1912. június havában lépett színpadra mint vándortársulatok drámai hőse. A klasszikus drámák és a kortárs alkotások figuráinak hatásos megformálója volt mintegy 15 éven keresztül. Az 1920-as évek elejétől színigazgatóként működött, Torda, Székelyudvarhely, Temesvár, Brassó városvezetőségének koncesszióját több ízben is elnyerte. Igényes társulatszervezés és műsor-összeállítás jellemezte, Marosi Géza és Szabados Árpád voltak a főrendezői. Műsorra tűztek többek között Shakespeare-drámákat, Tolsztoj Élő holttestjét, Strindberg Haláltáncát. 1950-ben Székelyudvarhelyen rendezte a Háry Jánost.

## Magánélete
Felesége Csók Vilma színésznő, született 1885. május 29-én, Szabadkán, meghalt 1922. január 30-án, Tordán. Színpadra lépett 1912. szeptember havában.